# De osynliga (film)
De osynliga, ibland stiliserat som deOSYNLIGA (norska: deUSYNLIGE), är en norsk dramafilm regisserad av Erik Poppe med manus av Harald Rosenløw Eeg. Filmen hade norsk premiär 26 september 2008.

## Rollista
| Pål Sverre Hagen      | – Jan Thomas Hansen |
| Ellen Dorrit Petersen | – Anna              |
| Trine Dyrholm         | – Agnes             |
| Trond Espen Seim      | – Jon M             |
| Terje Strømdahl       | – Kyrkvaktmästaren  |
| Frank Kjosås          | – Tommy             |
| Anneke von der Lippe  | – Sissel            |
| Stig Henrik Hoff      | – Fängelseprästen   |